# کالدونیو
کالدونیو (به ایتالیایی: Caldogno) یک منطقهٔ مسکونی در ایتالیا است که در استان ویچنزا واقع شده‌است.

## خصوصیات
کالدونیو ۱۵ کیلومترمربع مساحت و ۱۰٬۸۱۵ نفر جمعیت دارد و ۵۲ متر بالاتر از سطح دریا واقع شده‌است.